# 神鬼大盜
是一部美國動作喜劇電影，於2015年1月23日在美國上映。由大衛·柯普執導、艾力克·艾朗森編寫劇本。電影改編自凱瑞·波費格里所寫的小說《摩迪凱》。由強尼·戴普、格温妮丝·帕特罗、伊万·迈克格雷戈、奥利维亚·穆恩、傑夫·高布倫與保羅·貝特尼主演。本片是戴普和巴特尼繼《全面進化》（2014年）和《色遇》（2010年）後的第三次合作。

## 劇情
查理·摩迪凱（強尼·戴普飾）白天是個英國倫敦藝術品商人，但到夜晚則會化身成藝術品大盜；直到某日，一幅名畫失蹤，摩迪凱為了其賞金而展開冒險……。

## 演員
- 強尼·戴普飾演查理·摩迪凱（Charlie Mortdecai）
- 格温妮丝·帕特罗飾演喬安娜·摩迪凱（Johanna Mortdecai）
- 伊万·迈克格雷戈飾演馬特蘭探員（Inspector Martland）
- 奥利维亚·穆恩飾演喬琪娜·克蘭（Georgina Krampf）
- 強尼·帕斯華斯基（英语：Jonny Pasvolsky）飾演艾米爾·史特拉格（Emil Strago）
- 保羅·巴特尼飾演賈克·史崔普（Jock Strapp）
- 奥布瑞·普拉扎飾演波拉（Paula）
- 傑夫·高布倫飾演克蘭（Krampf）
- 奥利弗·普莱特飾演貝瑞（Barry）
- 乌尔里奇·汤姆森飾演羅曼諾夫（Romanov）

## 製作
於2013年10月21日在倫敦開始主要拍攝和製作。

## 市場
2014年8月12日，釋出電影的首發預告片。第二部預告片於11月12日並在《浴血任務3》放映前播出，後來還附加在《阿呆與阿瓜：賤招拆招》、《飢餓遊戲：自由幻夢Ⅰ》、《老闆不是人2》、《喜劇人生》和《玩命賭徒》，同樣也是在電影放映前播出。

## 發行
2014年4月23日，獅門影業宣布，電影將於2015年2月6日上映。2014年9月24日，上映日則又改至2015年1月23日。

### 評價
爛番茄基於79个专业評論持有13%的新鮮度，平均得分3.4。在Metacritic上根據21篇影评，得分27。負評居多。
《哈芬登郵報》評論：「《神鬼大盜》似乎注定要被評為2015年最糟糕的電影之一，這是理所當然的」。

### 票房
隨著其負面評價，本片成了一個票房炸彈，在北美上映首周的票房只有410萬美元，和6000萬美元的預算比起相當悽慘。

## 外部連結
- 互联网电影数据库（IMDb）上《神鬼大盜》的资料（英文）
- AllMovie上《神鬼大盜》的资料（英文）
- 爛番茄上《神鬼大盜》的資料（英文）
- Metacritic上《神鬼大盜》的資料（英文）
- Box Office Mojo上《神鬼大盜》的資料（英文）